# Sidła namiętności
Sidła namiętności (hiszp. Pasión, 2007–2008) – meksykańska telenowela emitowana (po raz pierwszy) na antenie kanału Canal de las Estrellas (Grupo Televisa, S.A.B.), wyprodukowana przez Televisa S.A. de C.V. (grupa medialna Televisa).

## Wersja polska
W Polsce telenowela była emitowana od 29 stycznia 2010 w TV Puls. Lektorem serialu był Tomasz Knapik. 

## Fabuła
W niewielkiej kolonii San Fernando odbywają się zaręczyny córki don Justa Darién, Camili (Susana González) i Santiago (Sebastián Rulli), miejskiego kowala. Uroczystość zostaje przerwana przez ludzi wysłanych z rozkazu zarządcy kolonii, tyranicznego i egoistycznego Don Jorge, który wybrał Camile (z racji dziewictwa) na zaspokojenie jego żądzy argumentując to "prawem pierwszej nocy". Dziewczyna nie ma najmniejszej ochoty spędzać nocy z niewyżytym i gburowatym zarządcą. Santiago, który staje w jej obronie zostaje ciężko ranny, a dziewczyna chcąc chronić ukochanego zgadza się spędzić noc z Don Jorge. Zostaje siłą doprowadzona do zarządcy, jednak ten upija się i zasypia, zaś dziewczyna korzystając z okazji ucieka. Zarządca zabrania mówić jej o jego chwilowej niedyspozycji grożąc przy tym, że zagarnie majątek jej ojca i zniszczy całą jej rodzinę. Gdy Camila wraca do domu dowiaduje się, że jej narzeczony jest ciężko ranny i może nie przeżyć, zaś jej siostra Rita (Maité Embil) nie wierzy, że między nią i Don Jorge nic nie zaszło, co więcej całą winę za stan Santiago zrzuca właśnie na nią.
Kilka dni później na miasteczko napadają piraci i zabierają część ludzi w niewolę by móc później sprzedać ich na targu niewolników. Wśród nich jest też Camila, która od razu przypada do gustu "El Antillano", kapitanowi statku pirackiego. Zauroczony młodą dziewczyną ma nawet ochotę oszczędzić ją przed ciężkim losem niewolnicy, jednak ostatecznie sprzedaje ją na wyspie La Mariana. Od tego momentu Camila należy do bogatego i zgorzkniałego starca don Timoteo (Germán Robles), który uknuł plan pozbawienia rodziny majątku po jego śmierci. Bierze Camile za żonę po czym cały swój dobytek pozostawia w spadku tylko jej.
Wkrótce po tym dziewczyna zostaje młodą i bogatą wdową. Powraca do San Fernando, jednak ma miejscu dowiaduje się, że została uznana za zmarłą, a jej ukochany Santiago pobrał się z jej siostrą Ritą. Niedługo po tym w progi domu Camili zawitał Ricardo (Fernando Colunga) siostrzeniec jej zmarłego męża, który rości sobie prawa do majątku. Dziewczyna szybko rozpoznaje w nim pirata "El Antillano". Ricardo, który już wcześniej poczuł coś do Camili teraz zakochuje się w niej bez pamięci. Nie jest jej obojętny, jednak dziewczyna jest przekonana, że jedyną rzeczą której pragnie Ricardo jest majątek don Timotea. Sprawę komplikuje nagłe pojawienie się Santiaga, który mimo ślubu z jej siostrą nigdy nie przestał jej kochać. Dziewczyna jest rozdarta pomiędzy obu mężczyzn: Ricardo, którego szczerze kocha i Santiago, który był jej pierwszą miłością i nadal gości w jej sercu. Ricardo nie zamierza oddać ukochanej rywalowi, zwłaszcza, że z każdym dniem jego uczucie robi się coraz silniejsze.

## Obsada
- Susana González – Camila Darien
- Fernando Colunga – Ricardo de Salamanca "El Antillano"
- Sebastián Rulli – Santiago Marquez
- Daniela Castro – Lisabeta de Salamanca
- Rocío Banquells – Ofelia de Marquez
- Maya Mishalska – Ursula Mancera/Ruiz Mendoza
- Eric del Castillo – Gaspar de Valdez
- Germán Robles – Don Timoteo de Salamanca
- Andrés Zuno – Bernadet
- Arturo Vázquez – Pablo
- Evelyn Solares – Agata
- Luis José Santander – John Foreman
- Hugo Macías Macotela – Marcelino
- Toño Infante – Gonzalo
- Alejandro Felipe – Paco
- Emoé de la Parra – Mercedes de Salamanca
- Iliana de la Garza – Cleotilde
- Luis Couturier – Ojciec Lorenzo
- Chao – Enrique
- Jorge Brenan – Pancho
- Antonio Brenan – Crispín
- José Antonio Barón – Agustín
- Marisol del Olmo – Jimena
- Gabriela Rivero – Fortunata
- Mariana Karr – Sofía de Mancera
- Kika Edgar – Inés Marquez
- Óscar Ortiz de Pinedo – Salvador
- Maya Ricote Rivero – Tita
- Tina Romero – Criada
- Jorge Trejo – Angel
- Isela Vega – Paisana
- Juan Ferrara – Jorge Mancera y Ruiz
- José Elías Moreno – Alberto
- Raymundo Capetillo – Justo Darien
- Maty Huitrón – Francisca
- Alberto Estrella – Mario
- Maité Embil – Rita Darien
- Marcelo Córdoba – Ascanio
- William Levy – Vasco Darien
- Carlos López Estrada – Claudio
- Alejandro Ávila – Juancho
- Lorena Enríquez – Conchita
- Martín Ferro – Mateo
- Rocío Gallardo – Nicéfora
- Toño Mauri – Álvaro Fernández de la Cueva
- Xorge Noble – Bermejo
- María Dolores Oliva – Auxiliadora

## Nagrody i nominacje

### Premios Sol de Oro 2008
| Kategoria            | Telenowela        | Wynik   |
| -------------------- | ----------------- | ------- |
| Najlepsza telenowela | Sidła namiętności | Wygrana |

### TV Adicto Golden Awards
| Rok  | Kategoria                                   | Osoba        | Wynik   |
| ---- | ------------------------------------------- | ------------ | ------- |
| 2010 | Najlepszy aktor w roli drugoplanowej dekady | William Levy | Wygrana |